# ژئوانفورماتیک
ژئوانفورماتیک (به فرانسوی: Géoinformatique، ژئوانفورماتیک) (به انگلیسی: Geoinformatics، جیواینفورمَتیکس) دانش و فناوری توسعه و استفاده از زیرساخت‌های علوم اطلاعات در جغرافیا، علوم زمین و رشته‌های مهندسی مرتبط است.

## دید کلی

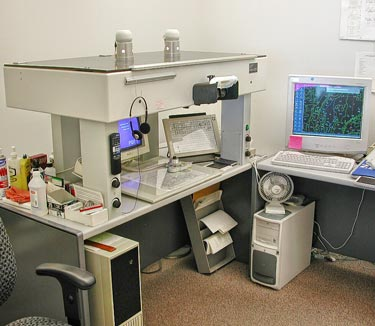
تصویرسنجی

ژئوانفورماتیک به صورت «فناوری و دانشی که با ساختارها و ویژگی‌ها، طبقه‌بندی، ذخیره‌سازی و پردازش داده‌های مکانی و بهینه‌سازی استفاده از آن‌ها سر و کار دارد» تعریف می‌شود.
ژئوماتیک نیز گاهی به‌عنوان برابر و مشابهی برای ژئوانفورماتیک به‌کار می‌رود ولی ژئوماتیک بیشتر به نقشه‌برداری توجه دارد، در حالی که ژئوانفورماتیک به عنوان فناوری پردازش و تحلیل داده‌های مکانی به‌شمار می‌رود. ژئوماتیک و ژئوانفورماتیک هر دو بر پایه و اصول ژئودزی استوار هستند.
جغرافیا و رشته‌های علوم زمین به‌طور فزاینده‌ای از داده‌های رقومی که توسط سنجش از دور و سیستم اطلاعات جغرافیایی (GIS) تحلیل می‌شود بهره می‌گیرند.

## شاخه‌های ژئوانفورماتیک

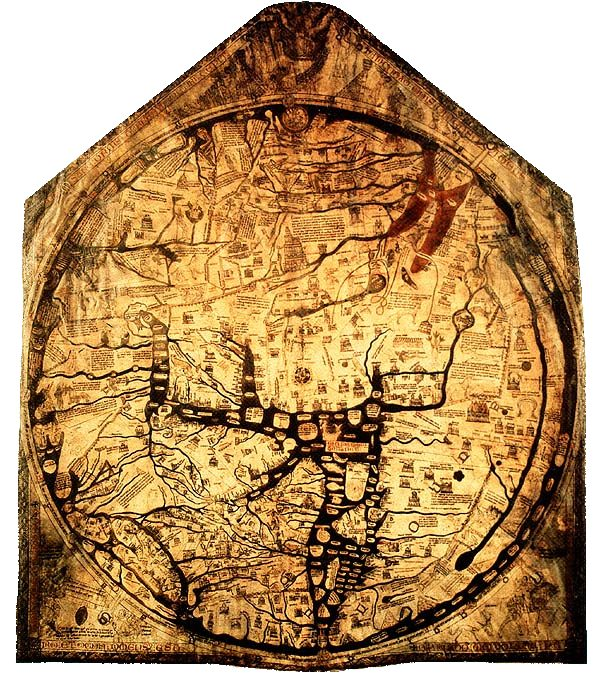
کارتوگرافی
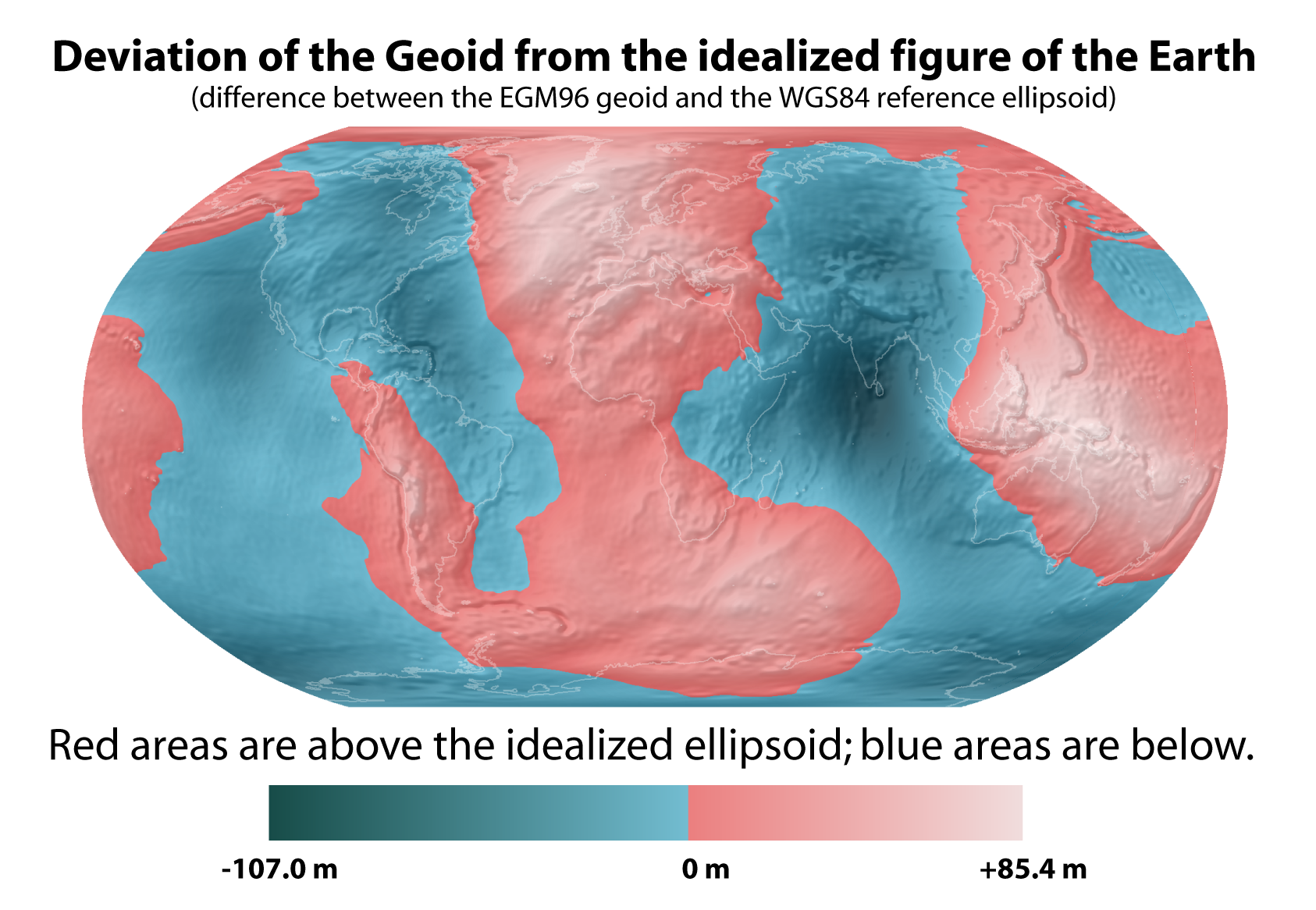
ژئودزی
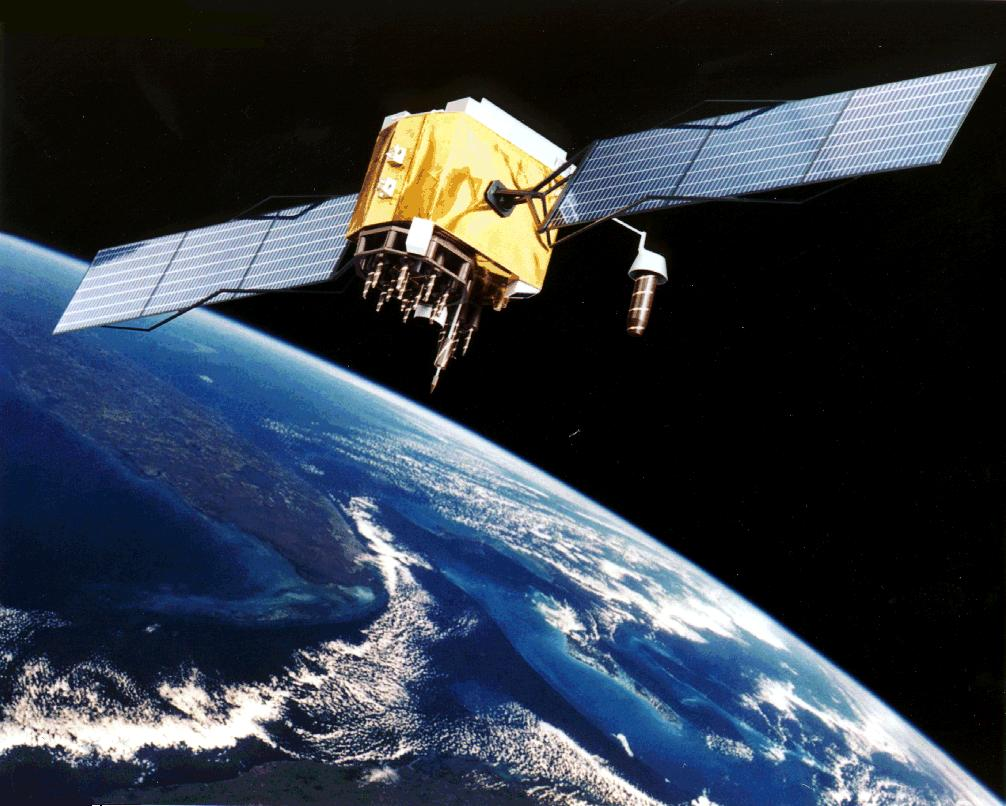
سامانه ماهواره‌ای ناوبری جهانی
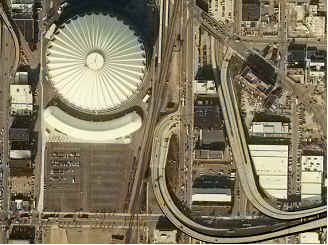
فتوگرامتری
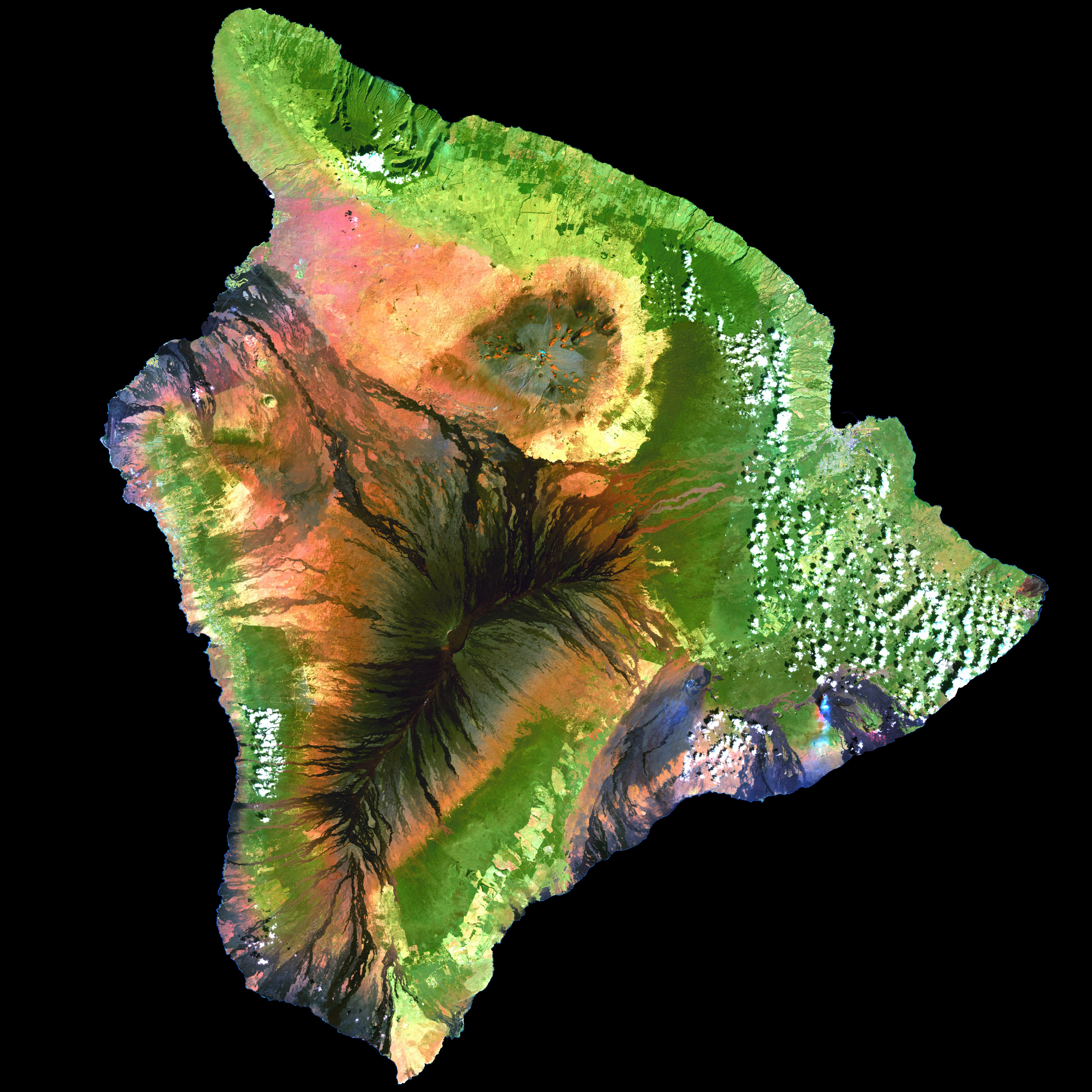
سنجش از دور
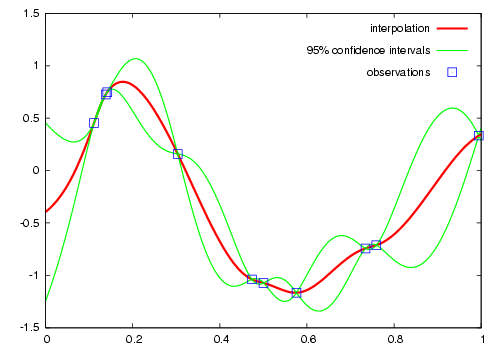
تحلیل مکانی